# Hooge (Frise-du-Nord)
Pour les articles homonymes, voir Hooge.

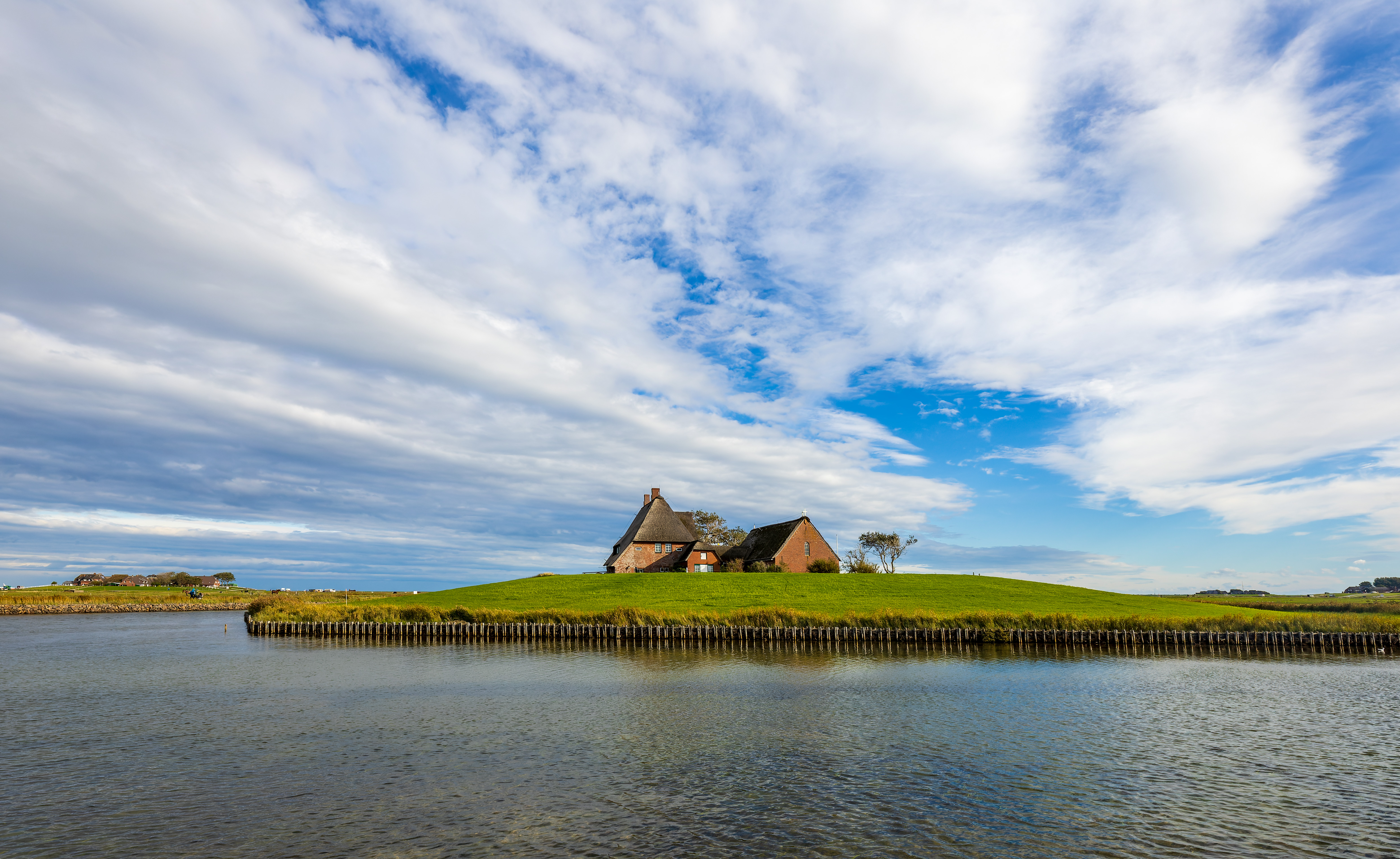
Le presbytère à Hallig Hooge. Octobre 2020.

Hooge (Hoge en danois, Huuge en frison septentrional) est la deuxième plus grande des dix îles allemandes des Halligen. Elle est également une commune de l'arrondissement de Frise-du-Nord (Kreis Nordfriesland) dans le Land de Schleswig-Holstein.

## Géographie
Le territoire de la commune englobe, en plus de l'île Hallig Hooge, également l'île inhabitée Hallig Norderoog. Les localités de l'île sont construites sur dix collines artificielles, les Warften.
Contrairement aux autres îles des Halligen, Hooge est entourée d'une digue de 1,20 mètre de haut qui la protège des ondes de tempête mineures. Mais en moyenne, l'île est inondée entre deux et cinq fois par an.